# El crac
El crac es una serie de televisión del canal público catalan TV3 dirigida por Joel Joan y Hèctor Claramunt, y protagonizada por Joel Joan, Sara Espígul, Miki Esparbé y Assumpta Serna. Fue estrenada el 29 de septiembre de 2014 en TV3 y consiguió un share del 21, 5% y 746.000 espectadores.
Esta comedia protagonizada por Joel Joan, que se auto-parodia a sí mismo, está rodada en una realidad paralela, de manera que ejemplifica lo que es el rodaje de una película. Podríamos decir que se trata de un falso reality. Además, en cada capítulo se cuenta con cameos de personajes familiares para el público catalán.
En 2017 se estrenó la segunda temporada.

## Sinopsis
El punto de partida de la serie es cuando la gran producción cinematográfica catalana del año "Moragues, el gran general" se queda de repente sin protagonista. Joel Joan hará todo lo que esté en sus manos para conseguir el papel en la película que dirige Nico (Miki Esparbé), un tipo que lo odia, y producida por Kitti Fullola (Assumpta Serna), una de las productoras del momento.

## Reparto

### 1ª temporada

#### Reparto principal
- Joel Joan - Él mismo
- Roger Coma - Él mismo (Capítulo 2 - Capítulo 7; Capítulo 9; Capítulo 12)
- Diana Gómez - Carla Casanova Sabaté (Capítulo 3 - Capítulo 12)
- Miki Esparbé - Nico Carrillo
- Sara Espígul - Sandra Ferrer
- Y con la colaboración especial de: Assumpta Serna - Kitti Fullola

### 2ª temporada

#### Reparto principal
- Joel Joan - Él mismo
- Sara Espígul - Sandra Ferrer
- Julio Manrique - Él mismo
- Diana Gómez - Carla Casanova Sabaté
- Lluís Soler - Él mismo
- Borja Espinosa - Àlex Gnocchi
- Laura Aubert - Laura Romaní
- Jacob Valltramunt - Txus

#### Cameos[5]
- Quim  Masferrer

- Jaume Balaguero
- Xavier Sardà
- Helena Garcia Melero
- Ramon Pellicer
- David Janer
- Bibiana Ballbè
- Eudald Carbonell
- Empar Moliner

·

## Episodios y audiencias

### Primera temporada
| N.º (serie) | N.º (temp.) | Título                     | Director                     | Fecha de estreno         | Audiencia       |
| ----------- | ----------- | -------------------------- | ---------------------------- | ------------------------ | --------------- |
| 1           | 1           | «El gran calamar»          | Joel Joan y Hèctor Claramunt | 29 de septiembre de 2014 | 746 000 (21,5%) |
| 2           | 1           | «El gran combat»           | Joel Joan y Hèctor Claramunt | 6 de octubre de 2014     | 541 000 (16,9%) |
| 3           | 1           | «La gran fantasia»         | Joel Joan y Hèctor Claramunt | 13 de octubre de 2014    | 394 000 (11,7%) |
| 4           | 1           | «El gran cabronàs»         | Joel Joan y Hèctor Claramunt | 20 de octubre de 2014    | 298 000 (10,5%) |
| 5           | 1           | «La gran colla pessigolla» | Joel Joan y Hèctor Claramunt | 27 de octubre de 2014    | 308 000 (10,4%) |
| 6           | 1           | «El gran sacrifici»        | Joel Joan y Hèctor Claramunt | 3 de noviembre de 2014   | 334 000 (10,8%) |
| 7           | 1           | «La gran depre»            | Joel Joan y Hèctor Claramunt | 10 de noviembre de 2014  | 297 000 (9,9%)  |
| 8           | 1           | «La gran volada»           | Joel Joan y Hèctor Claramunt | 17 de noviembre de 2014  | 406 000 (13,4%) |
| 9           | 1           | «La gran mort»             | Joel Joan y Hèctor Claramunt | 24 de noviembre de 2014  | 315 000 (10,4%) |
| 10          | 1           | «La gran doble vida»       | Joel Joan y Hèctor Claramunt | 1 de diciembre de 2014   | 394 000 (12,5%) |
| 11          | 1           | «El gran horror»           | Joel Joan y Hèctor Claramunt | 8 de diciembre de 2014   | 360 000 (11,2%) |
| 12          | 1           | «La gran bogeria»          | Joel Joan y Hèctor Claramunt | 15 de diciembre de 2014  | 401 000 (13,2%) |

### Segunda temporada
| N.º (serie) | N.º (temp.) | Título              | Director                     | Fecha de estreno      | Audiencia       |
| ----------- | ----------- | ------------------- | ---------------------------- | --------------------- | --------------- |
| 1           | 2           | «La gran tornada»   | Joel Joan y Hèctor Claramunt | 16 de enero de 2017   | 410 000 (14,5%) |
| 2           | 2           | «La gran farsa»     | Joel Joan y Hèctor Claramunt | 23 de enero de 2017   | 326 000 (11,3%) |
| 3           | 2           | «La gran família»   | Joel Joan y Hèctor Claramunt | 30 de enero de 2017   | 317 000 (11,4%) |
| 4           | 2           | «El gran postureig» | Joel Joan y Hèctor Claramunt | 6 de febrero de 2017  | 221 000 (8,2%)  |
| 5           | 2           | «El gran engany»    | Joel Joan y Hèctor Claramunt | 13 de febrero de 2017 | 277 000 (10,7%) |
| 6           | 2           | «El gran compromís» | Joel Joan y Hèctor Claramunt | 20 de febrero de 2017 | 252 000 (9,9%)  |
| 7           | 2           | «El gran suquet»    | Joel Joan y Hèctor Claramunt | 281 000 (10,3%)       | 297 000 (9,9%)  |
| 8           | 2           | «El gran rescat»    | Joel Joan y Hèctor Claramunt | 6 de marzo de 2017    | 258 000 (10,6%) |
| 9           | 2           | «La gran gira»      | Joel Joan y Hèctor Claramunt | 13 de marzo de 2017   | 272 000 (11,1%) |
| 10          | 2           | «El gran duel»      | Joel Joan y Hèctor Claramunt | 20 de marzo de 2017   | 238 000 (9,1%)  |
| 11          | 2           | «El gran catacrac»  | Joel Joan y Hèctor Claramunt | 27 de marzo de 2017   | —               |
| 12          | 2           | «El gran comiat»    | Joel Joan y Hèctor Claramunt | 3 de abril de 2017    | 253 000 (10,2%) |